# Håvard Holmefjord Lorentzen
Håvard Holmefjord Lorentzen (Bergen, 2 ottobre 1992) è un pattinatore di velocità su ghiaccio norvegese, campione olimpico nei 500 m a Pyeongchang 2018.

## Palmarès

### Olimpiadi
- 3 medaglie:
  - 1 oro (500 m a Pyeongchang 2018);
  - 2 argenti (1000 m a Pyeongchang 2018; 1000 m a Pechino 2022)

### Mondiali sprint
- 2 medaglie:
  - 1 oro (Changchun 2018)
  - 1 argento (Calgary 2017)

### Mondiali distanza singola
- 4 medaglie:
  - 1 argento (500 m a Inzell 2019)
  - 3 bronzi (sprint a squadre a Salt Lake City 2020; sprint a squadre a Heerenveen 2023; inseguimento a squadre a Calgary 2024)

### Europei sprint
- 1 medaglia:
  - 1 argento (Collalbo 2019)

### Europei distanza singola
- 1 medaglia:
  - 1 argento (sprint a squadre a Heerenven 2020)